# Llista d'episodis de Fushigi Yûgi
|  | Aquest article tracta sobre els episodis de l'anime. Vegeu-ne altres significats a «Llista de capítols de Fushigi Yûgi». |

Fushigi Yûgi: el Joc Misteriós (ふしぎ遊戯, Fushigi Yūgi) és una sèrie de manga creada per Yuu Watase l'any 1992. Narra les aventures d'una estudiant japonesa anomenada Miaka Yûki que, a través d'un llibre, viatja fins a la Xina Imperial. Fou publicada per l'editorial Shogakukan a la revista Shojo Comic des de l'any 1992 fins a l'any 1996. Posteriorment, se'n va fer una sèrie d'anime de 52 episodis produïts per l'Studio Pierrot i dirigida per Hajime Kamegaki.
La sèrie fou adaptada en 52 episodis de 25 minuts de duració per la companyia japonesa Studio Pierrot i dirigida per Hajime Kamegaki. Fou estrenada el 6 d'abril de 1995 fins al 28 de març de 1996 per Animax i TV Tokyo. Degut al seu èxit fou distribuïda internacionalment per Bandai Visual.
A Catalunya, la sèrie fou emesa en català el 24 de juliol de 2002 fins al 2 de desembre del mateix any pel canal K3, reemetent-se posteriorment en diverses ocasions.

## Llista d'episodis

### Primera temporada
| Núm. | Títol                                                               | Data d'emissió original | Data d'estrena en català |
| --- | ------------------------------------------------------------------- | ----------------------- | ------------------------ |
| 1 | La noia de la llegenda Densetsu no Shoujo (伝説の少女)              | 6 d'abril de 1995       | 24 de juliol de 2002     |
| La Miaka Yuki és una noia normal, encara que potser no gaire constant, que vol ingressar a l'estricte i prestigiós Institut Jonan (més que res perquè és on estudiarà la Yui, la seva millor amiga). De tota manera, la prova més difícil de la seva vida potser no serà acadèmica, perquè una visita rutinària de les noies a la biblioteca es converteix en el començament d'una aventura que els pot canviar el destí per sempre. Miaka descobreix per atzar el món màgic del llibre L'univers dels quatre déus i hi queda atrapada. Ha de localitzar com sigui la persona que porta escrita al front la paraula 'ogre', que pot ser la seva única esperança de tornar a casa. |                                                                     |                         |                          |
| 2 | La sacerdotessa de Suzaku Suzaku no Miko (朱雀の巫女)               | 13 d'abril de 1995      | 29 de juliol de 2002     |
| La Miaka ha localitzat el misteriós jove que la va salvar. La Yui, per la seva banda, ha tornat a la realitat i ara llegeix les aventures de la seva amiga al món del llibre. El problema és que el salvador de la Miaka, que es fa dir Tamahome, podria no ajudar-la gens, ja que sembla que la seva única preocupació és calcular quant li pot cobrar pels seus serveis. Com que no porta diners i encara menys en l'antiga moneda xinesa que fan servir al llibre, una valenta i potser temerària Miaka decideix anar a veure l'emperador de Konan. Desgraciadament, una demostració involuntària dels seus poders ocults pot acabar costant-li cara: en Tamahome i ella són empresonats. La fugida sembla fàcil, però en realitat no ho serà tant.                                                                                                   |                                                                     |                         |                          |
| 3 | Les set constel·lacions de Suzaku Suzaku no Shichisei (朱雀の七星)  | 20 d'abril de 1995      | 31 de juliol de 2002     |
| La Miaka ha acceptat la distingida però difícil posició de sacerdotessa de Suzaku. Ara, segons les profecies, ha de ser la salvadora de tot Konan. Però, de moment, la seva única preocupació és tornar al seu món. En Tamahome li aconsella consultar el problema amb l'emperador Hotohori, que li explica que si aconsegueix congregar tots set guerrers de Suzaku podrà tornar a casa seva. I també li diu que ja ha trobat dos d'aquests set guerrers, que són en Tamahome i ell mateix. La Miaka decideix convocar els homes més forts de l'imperi per comprovar si algun d'ells és també un dels 'set de Suzaku'. |                                                                     |                         |                          |
| 4 | Problemes amorosos Surechigau Omoi (すれちがう想い)                 | 27 d'abril de 1995      | 1 d'agost de 2002        |
| La Nuriko, la tercera dels set de Suzaku, gelosa per les atencions que la Miaka rep d'en Hotohori, decideix enganyar-la simulant la pèrdua d'una arracada. Però la resistència de la Miaka al sofriment i la seva tenaç voluntat de guanyar-se la seva amistat acaben entendrint la Nuriko. De tota manera, la Nuriko no és l'única que reacciona negativament a les bones relacions entre la Miaka i en Hotohori. Quan descobreix que la noia ha passat la nit a l'habitació de l'emperador, en Tamahome es nega a parlar amb ella. En realitat no ha passat res, però caldrà que la Miaka li doni explicacions personalment. |                                                                     |                         |                          |
| 5 | Pulsacions confuses Tomadou Kodou (とまどう鼓動)                    | 4 de maig de 1995       | 6 d'agost de 2002        |
| La Miaka cau malalta i els altres s'adonen que enyora molt la seva família. En Tamahome, en Hotohori i la Nuriko decideixen buscar una manera d'enviar-la al seu món encara que només sigui una temporada. En Hotohori sap d'una bruixa molt poderosa i misteriosa que es diu Taiitsukun i viu al pic Taikyoku. En començar l'expedició, Miaka i Tamahome encara no saben ben bé com fer les paus. La Nuriko intenta aparellar-los en benefici propi i sembla que el seu pla funciona. Un misteriós personatge que vigila el grup d'amagat posa a prova la Miaka encarant-la amb una doble que té en un món mirall. |                                                                     |                         |                          |
| 6 | Encara que perdi la vida Inochi Hatetemo (命果てても)               | 11 de maig de 1995      |                          |
| Miaka ha entrat a dins d'un misteriós mirall que es va trobar al bosc. A fora del mirall, una rèplica d'ella s'aprofita de l'ocasió i li diu a en Tamahome que prefereix a en Hotohori. Aleshores, la verdadera Miaka escolta una veu que li diu que si és la verdadera sacerdotessa podrà trencar el mirall. A més, en Hotohori s'adona que la Miaka que conviu amb ells no és la real. Nota: Aquest episodi es va ometre en la majoria d'emissions a Televisió de Catalunya a causa que el contingut no es considerava adequat a l'horari d'emissió. |                                                                     |                         |                          |
| 7 | Vull tornar a casa Kaeritai... (帰りたい…)                          | 18 de maig de 1995      | 8 d'agost de 2002        |
| La Miaka ha passat la prova. La bruixa Taiitsukun ha aparegut i no és en absolut com els expedicionaris s'esperaven. Pot enviar la Miaka a casa però, com que en les condicions actuals el seu cos no hi arribaria intacte, els Nyan-Nyan l'ajuden a recuperar-se. Però amb això encara no n'hi ha prou. Per afrontar amb garanties el viatge fins al seu món, la Miaka necessitarà la força vital de tots els seus amics, incloent-hi la Yui. |                                                                     |                         |                          |
| 8 | Vull veure't Aitai... (逢いたい…)                                   | 25 de maig de 1995      | 12 d'agost de 2002       |
| La Miaka torna a casa seva i s'adona que, a L'univers dels quatre déus, el temps passa molt més de pressa que al real. Explica totes les aventures que ha viscut al seu germà Keisuko, que, naturalment, no se les creu. La Miaka s'alegra de ser a casa però no pot deixar de pensar en els seus amics del llibre i, sobretot, la Yui, que sembla que ara és a les seves pàgines. Per tant, torna al món imaginari i a la missió de buscar els set de Suzaku. En Keisuko comença a llegir el llibre. Li costa de creure el que va descobrint però queda totalment captivat. |                                                                     |                         |                          |
| 9 | Enemics invisibles Miezaru Teki (見えざる敵)                        | 1 de juny de 1995       | 13 d'agost de 2002       |
| La Miaka sembla haver estat segrestada per un ésser misteriós que en realitat li ha salvat la vida. Concretament, l'ha salvat d'una emboscada en què ha mort tothom menys ella i els set de Suzaku. Després, la Miaka coneix la família d'en Tamahome i descobreix per què el seu amic és tan avar. Per desgràcia, un assassí lliga tota la família amb uns cables invisibles i, quan sembla que els set de Suzaku estan perduts, apareix en Chichiri, el quart membre del grup. |                                                                     |                         |                          |
| 10 | El captiveri de la jove Toraware no Shoujo (囚われの少女)           | 8 de juny de 1995       | 14 d'agost de 2002       |
| La Miaka decideix anar-se'n tota sola a la terra de Kutou, però en Tamahome la segueix i promet no separar-se'n mai i protegir-la sempre. El gest commou la Miaka, que malgrat tot aconsegueix arribar en solitari a la frontera de Kutou, on topa amb un misteriós i ben plantat cavaller que porta una armadura blava: és el general de l'exèrcit de Kutou! I pot ser més perillós del que sembla. |                                                                     |                         |                          |
| 11 | La sacerdotessa de Seiryu Seiryuu no Miko (青龍の巫女)              | 15 de juny de 1995      | 15 d'agost de 2002       |
| En Nakago s'ha adonat que la Miaka no és la sacerdotessa de Seiryu. La Miaka i la Yui intenten fugir del palau i en Tamahome i en Chichiri, que intenten ajudar-les, s'escapen per ben poc de les urpes del general. La Yui promet que recuperarà l'exemplar de L'univers dels quatre déus que la Miaka ha perdut a mans d'en Nakago, però està gelosa de la relació que la seva amiga té amb en Tamahome i sembla disposada a fer una cosa que ningú s'esperaria, i la Miaka encara menys. |                                                                     |                         |                          |
| 12 | Tu ets l'únic Anata Shika Inai (あなたしかいない)                   | 22 de juny de 1995      | 19 d'agost de 2002       |
| La Miaka, en Tamahome i en Chichiri han fugit d'en Nakago i de la sacerdotessa de Seiryu, però tot el que ha passat ha deixat la Miaka traumatitzada. Malgrat tot, les ferides físiques es poden curar i en Chichiri s'endú la Miaka i en Tamahome a la muntanya de Taikyoku perquè en Taiitsukun se n'ocupi. Tot Konan, i sobretot els set de Suzaku, compten amb la Miaka perquè invoqui Suzaku i ella està decidida a aconseguir-ho. Mentrestant, la Yui accepta de bon grat el paper de sacerdotessa de Seiryu i jura apartar la Miaka de Tamahome i matar-la per haver-la abandonat. |                                                                     |                         |                          |
| 13 | Per l'amor Aisuru ga Yue (愛するがゆえ)                             | 29 de juny de 1995      | 20 d'agost de 2002       |
| La Miaka i en Tamahome reconeixen el que senten l'un per l'altre. Però l'idil·li podria ser breu, ja que es presenta un missatger de Kutou que anuncia que, si en Tamahome no s'entrega al seu país, els seus agents continuaran terroritzant els pobles de la regió. Malgrat les protestes de la Miaka, en Tamahome se'n va a Kutou tot prometent tornar amb ella quan hagi trobat els altres sis de Suzaku. La Miaka comença una nova expedició de recerca dels guerrers amb l'ajuda d'un mirall màgic que li ha donat Taiitsukun. Arriba amb la Nuriko i en Hotohori a la muntanya de Reikaku, que està dominada per uns bandits que els capturen fàcilment. |                                                                     |                         |                          |
| 14 | Un llop a la fortalesa Toride no Ookami (砦の狼)                    | 6 de juliol de 1995     | 21 d'agost de 2002       |
| La Miaka s'ha lliurat als bandits per poder parlar amb el seu cap, un home molt lleig que es diu Eiken. La Miaka li pregunta quin dels seus col·laboradors té una marca al cos que l'identifiqui com un dels set de Suzaku, però el malvat i primitiu Eiken només acceptarà un preu per la informació: un preu que Miaka no està disposada a pagar. En Hotohori i la Nuriko s'escapen dels bandits que els vigilen just a temps per evitar que l'Eiken la violi. Entre tots tres descobreixen que el bandit membre dels set de Suzaku es diu Tasuki. Mentrestant, el jove Genrou desafia l'Eiken a una lluita per la posició de líder de la banda. |                                                                     |                         |                          |
| 15 | La ciutat de la recuperació Yomigaeri no Miyako (蘇りの都)          | 13 de juliol de 1995    | 22 d'agost de 2002       |
| En Genrou ha derrotat l'Eiken i és el nou cap dels bandits. La mala notícia és que en Tasuki, el possible guerrer de Suzaku, va morir fa temps. El grup arriba a un poble que pateix una terrible epidèmia però prop del qual viu la Shoka, una dona molt bella que té la facultat de ressuscitar els morts. La Shoka promet ressuscitar en Tasuki, però necessita el cadàver. Abans que tingui temps de recuperar-lo, la Miaka rep una mossegada d'uns zombis. Només la salva l'oportuna aparició d'en Genrou, que, a més, té una marca al canell que l'identifica com l'autèntic Tasuki. Ara, doncs, ja no cal que el grup torni a entrar al poble, però la Miaka cau malalta de l'epidèmia que l'està assolant. En Shoka arriba a la conclusió que la malaltia és incurable i que l'única solució és matar la Miaka perquè ella la pugui ressuscitar. |                                                                     |                         |                          |
| 16 | La dolorosa batalla Kanashiki Tatakai (哀しき戦い)                  | 20 de juliol de 1995    | 23 d'agost de 2002       |
| En Tamahome intenta escapar-se de la presó de Kutou però en Nakago l'enxampa. Mentrestant, en Hotohori és incapaç de matar la Miaka perquè la Shoka la ressusciti i els guerrers de Suzaku decideixen anar a buscar Myojuan, l'exmetge del poble, que ja no exerceix i fa vida d'ermità des que, fa anys, no va poder salvar la seva estimada de la mort. Quan en Myojuan sent el nom de Shoka, dona una terrible notícia als guerrers: la Shoka és la seva amant morta. La que coneixen en Hotohori i els seus companys és un dimoni i només el podria aturar Myojuan i una força que s'ha de qualificar de "celestial". |                                                                     |                         |                          |
| 17 | Una melodia per a una trobada Meguriai no Ne (めぐり逢いの音[ね])   | 27 de juliol de 1995    | 26 d'agost de 2002       |
| La Miaka ja ha trobat sis dels set de Suzaku i, a més, disposa de la valuosa ajuda del remeier Mitsukake, que cura el pare d'en Tamahome, cosa que, evidentment, tota la família li agraeix. Però no tot són bones notícies, perquè la Miaka és víctima d'un nou intent d'assassinat, aquesta vegada per part d'un criminal que té la facultat de controlar les ratapinyades. Per sort, és salvada per un estrany flautista que resulta ser en Chiriko, l'últim dels set de Suzaku. Ara que el grup està complet, la Miaka pot intentar rescatar en Tamahome. En Chichiri, amb la seva màgia, aconsegueix que el vegi i parli amb ell per primera vegada en molt temps. |                                                                     |                         |                          |
| 18 | La trampa de l'amor Renbo no Wana (恋慕の罠)                        | 3 d'agost de 1995       | 27 d'agost de 2002       |
| La Miaka i en Tamahome parlen per primera vegada des que en Tamahome va caure presoner i acorden un punt de retrobament definitiu. Desgraciadament, la Yui ha sentit la conversa i suplica a en Tamahome que no se'n vagi. Com que en Tamahome no l'escolta, recorre als consells del cruel Nakago. El general li proposa un producte que li permetrà controlar totalment en Tamahome i la Yui, al principi, no està segura de voler-lo fer servir. Però, quan en Tamahome li retreu la seva participació en els intents d'assassinat de la Miaka i els set de Suzaku, es decideix. |                                                                     |                         |                          |
| 19 | L'amor esquinçat Hikisakareru Ai (ひきさかれる愛)                   | 10 d'agost de 1995      | 29 d'agost de 2002       |
| A causa d'una barrera que ha aixecat en Nakago, en Tasuki i en Chichiri no poden utilitzar la seva màgia i la Miaka cau presonera de Kutou. Un cop al palau, intenta que la Yui li confessi on és en Tamahome, però la Yui encara està molt enfadada amb ella per haver-la abandonat. Finalment, en Tamahome apareix. Però no és el mateix d'abans: va vestit d'una altra manera i insulta i agredeix la Miaka, ja que està sota els efectes de la poció de control que li ha donat la Yui. La Miaka aconsegueix escapar-se del palau gràcies a en Chichiri, però abans fa un últim intent de parlar amb en Tamahome: el va a buscar a un lloc especial on està segura de trobar-lo. |                                                                     |                         |                          |
| 20 | L'esperança inabastable Todokanu Negai (とどかぬ願い)               | 17 d'agost de 1995      | 30 d'agost de 2002       |
| El canvi radical de caràcter d'en Tamahome sorprèn fins i tot la Yui. En Nakago li explica que la poció de control es diu kodoku i que no té cura. La Miaka, en el seu últim intent de recuperar l'autèntic Tamahome, li ensenya la carta d'amor que li va escriure ell mateix, però en Tamahome estripa la carta i intenta matar la Miaka. En Tasuki evita el desastre però queda greument ferit. Finalment, la Miaka i els seus aconsegueixen sortir de territori Kutou gràcies a en Chichiri i la seva flauta, però a la Miaka li resulta terriblement dolorós haver de separar-se d'en Tamahome potser per sempre. |                                                                     |                         |                          |
| 21 | Per protegir-te Kimi wo Mamoru Tame ni (君を護るために)             | 24 d'agost de 1995      | 2 de setembre de 2002    |
| El grup arriba a Konan, on en Mitsukake cura les ferides de la Miaka i de la Tasuki. Però les ferides psicològiques de la Miaka són més difícils de guarir. Els set de Suzaku intenten consolar-la però ella intenta suïcidar-se. En Hotohori la salva i la porta a la seva habitació perquè es recuperi. La Miaka s'adona de l'afecte que li té i pensa que potser podria estimar-lo. Mentrestant, en Tamahome també ha arribat al palau de Konan. |                                                                     |                         |                          |
| 22 | No et deixaré mai Nido to Hanarenai (二度と離れない)                | 31 d'agost de 1995      | 3 de setembre de 2002    |
| En Tamahome ha vingut a acabar el que va començar a Kutou, però en Hotohori el desafia a un duel a mort per protegir la Miaka. És un enfrontament entre guerrers de Suzaku i la Miaka intenta posar-hi fi, però sembla que no hi serà a temps. L'únic que pot salvar en Tamahome de la mort són els sentiments per la Miaka que encara conserva en algun racó del cor. Mentrestant, a Kutou, en Nakago assegura a la Yui que, encara que en Tamahome no mati la Miaka, els ha parat una trampa que impedirà que celebrin la cerimònia d'invocació de Suzaku. |                                                                     |                         |                          |
| 23 | L'ombra de la intriga Bouryaku no Yochou (謀略の予兆)               | 7 de setembre de 1995   | 4 de setembre de 2002    |
| Els set de Suzaku estan finalment junts i ha arribat el moment d'invocar Suzaku. Però en Nakago, evidentment, té altres plans. la Miaka i en Tamahome s'han reconciliat i la Miaka està gairebé del tot preparada per comunicar els seus desitjos a Suzaku. Quan sembla que la Yui ho té tot perdut, en Nakago revela que, si Suzaku té els seus set guerrers celestials, ells també tenen els set de Seiryu i, per desgràcia pels set de Suzaku, potser faran acte de presència abans del que tothom es pensa. |                                                                     |                         |                          |
| 24 | Resolució Honoo no Ketsui (炎の決意)                                | 14 de setembre de 1995  | 5 de setembre de 2002    |
| La Miaka, vestida de sacerdotessa de Suzaku, inicia la complexa cerimònia d'invocació de la deessa llançant L'univers dels quatre déus al foc. Però la trampa de Nakago la interromp: l'Amiboshi, un dels guerrers de Seiryu, ataca els set de Suzaku i està a punt de matar-los. Però un noi molt misteriós els salva i entre tots derroten Amiboshi. De tota manera, ara els nostres guerrers ja no poden invocar Suzaku amb el llibre i hauran de recórrer a un mètode alternatiu que els proposa Taiitsukun però que suposa anar fins al país de Hokkan i trobar un enigmàtic objecte màgic anomenat 'shinzaho'. Miaka accepta el repte de trobar-lo abans que Yui. |                                                                     |                         |                          |
| 25 | Amor i dolor Aisarete, Kanashikute.... (愛されて、悲しくて‥‥)       | 21 de setembre de 1995  | 22 d'octubre de 2002     |
| L'absència de l'Amiboshi deixa els set de Seiryu sense gaires mitjans, però en Nakago sent a parlar del Shinzaho i envia la Yui a buscar-lo. En Taiitsukun, amb la seva màgia, dota els set de Suzaku d'encara més poders dels que ja tenen normalment. La Miaka està preparada per emprendre el viatge però té reserves sobre la perspectiva de competir contra la Yui. Aviat descobrirà que, amb un objectiu tan important en joc, no es podrà permetre compadir la seva examiga i potser ni tan sols de compadir en Tamahome. |                                                                     |                         |                          |
| 26 | El festival de les estrelles Hoshimi Matsuri no Yoru (星見祭りの夜) | 28 de setembre de 1995  | 23 d'octubre de 2002     |
| El sobtat final de la relació amb la Miaka l'ha deixat desorientat, però en Tamahome està decidit a descobrir què l'ha provocat. Mentrestant, en Nakago dona permís a Suboshi perquè es llanci a una venjança sense restriccions. La Miaka i els seus ultimen els preparatius per sortir cap a Hokkan per mar. Abans de marxar, en Tamahome vol veure la seva família, que s'instal·larà provisionalment al palau, una última vegada. |                                                                     |                         |                          |

### Segona temporada
| Núm. | Títol                                                                                | Data d'emissió original | Data d'estrena en català |
| --- | ------------------------------------------------------------------------------------ | ----------------------- | ------------------------ |
| 27 | El jurament davant la tomba Chikai no Bohyou (誓いの墓標)                            | 5 d'octubre de 1995     |                          |
| L'escena dantesca que Tamahome es troba a casa els seus pares gairebé el fa tornar boig. La seva fúria es transforma en una força que Suboshi no té cap possibilitat de resistir. Amb prou feines aconsegueix salvar la pell amb l'ajuda de Soi, un altre dels set de Seiryu. Tamahome jura solemnement que es venjarà però també que continuarà el viatge amb els set de Suzaku. Miaka deixa el seu ós de peluix en mans de Hotohori perquè la recordi i Hotohori li dona la seva espasa sagrada. |                                                                                      |                         |                          |
| 28 | L'antic camí Inishie no Michi (古昔之途[いにしえのみち])                             | 12 d'octubre de 1995    |                          |
| En aquest episodi veiem un resum de tot el que ha passat des que Miaka va entrar a L'univers dels quatre déus fins al present. |                                                                                      |                         |                          |
| 29 | Misteris que es preparen Ugokidashita Nazo (動き出した謎)                            | 19 d'octubre de 1995    |                          |
| Últimament, Keisuke, el germà de Miaka, està una mica estrany. Tetsuya, el seu millor amic, que vol saber per què, aconsegueix que li expliqui tota la història de Miaka i el llibre màgic. Després, entre tots dos, descobreixen que el propietari original de L'univers dels quatre déus i la seva filla van patir un destí terrible i que, a més, sembla que la persona que invoqui Suzaku serà sacrificada! Keisuke intenta advertir la seva germana sense aconseguir-ho. Mentrestant, el vaixell dels guerrers de Suzaku topa amb una tempesta sospitosament sobtada i violenta. Nuriko, Tamahome i Miaka cauen per la borda. |                                                                                      |                         |                          |
| 30 | El llamp de la batalla Tatakai no Senkou (戦いの閃光)                                | 26 d'octubre de 1995    |                          |
| Nuriko, Tamahome i Miaka es refugien en una cova. Mentre Tamahome dorm, Nuriko explica a Miaka les dures experiències que va viure de petit i la raó de la seva actitud efeminada. Les confessions queden interrompudes quan arriben la resta dels set de Suzaku per rescatar-los i, sobretot, quan arriba Soi per atacar-los. Miaka derrota Soi amb l'espasa de Hotohori i el grup arriba a Hokkan. Mentrestant, Nakago decideix enviar un altre guerrer de Seiryu a l'encontre de Miaka i els seus amics. |                                                                                      |                         |                          |
| 31 | Remolí de dubtes Fuan no Uzu (不安の渦)                                              | 2 de novembre de 1995   |                          |
| La Miaka i els guerrers de Suzaku arriben a la ciutat glaçada de Tôran, on creuen que trobaran pistes sobre el Shinzaho. Com que està fart que tothom el prengui per una noia, en Nuriko decideix tallar-se la trena i mirar de començar a comportar-se de manera més masculina. És més que possible que el canvi d'actitud tingui alguna cosa a veure amb la Miaka. Aquesta, mentrestant, promet que es quedarà sempre més al món del llibre amb en Tamahome. Desgraciadament, la tranquil·litat que el grup ha tingut des de l'atac de Soi s'acaba amb l'arribada d'Ashitare, un guerrer de Seiryu que és una mena d'home llop. L'Ashitare ataca una indefensa la Miaka, i només la força d'en Nuriko podrà salvar-la. |                                                                                      |                         |                          |
| 32 | Morir per l'estrella de Suzaku Suzaku no Hoshi ni Junjite (朱雀の宿星[ほし]に殉じて) | 9 de novembre de 1995   |                          |
| En Nuriko defensa tot sol la Miaka amb gran valor i obliga l'Ashitare a retirar-se cremant-li un ull. La Miaka està sorpresa per la combativitat d'en Nuriko, però aquest es mostra enigmàtic i callat i no li vol donar explicacions. De tota manera, acabarà confessant el que sent per ella, però només per aclarir que l'estima de la seva manera particular i que no vol que se separi mai d'en Tamahome. Finalment, descobreixen on és el Shinzaho. La Miaka i en Tamahome van a buscar els altres mentre l'Ashitare intenta barrar-li el pas al Nuriko. L'amor per la Miaka és l'única força que pot ajudar en Nuriko a tornar a derrotar el guerrer de Seiryu. |                                                                                      |                         |                          |
| 33 | Nuriko, l'adéu per sempre Nuriko, Towa no Wakare (柳宿、永遠[とわ]の別離[わかれ])    | 16 de novembre de 1995  |                          |
| Un Nuriko amb voluntat de ferro ataca Ashitare davant la cova del shinzaho, però el monstre té una força i una agilitat increïbles. Malgrat això i les ferides, Nuriko lluita furiosament i acaba derrotant-lo i destrossant la barrera de roques que tapa l'entrada de la cova just quan arriben Miaka i els altres. Miaka no vol que l'esforç de Nuriko hagi estat inútil, entra a la cova i veu per primera vegada el mític shinzaho. |                                                                                      |                         |                          |
| 34 | Guardians de gel Koori no Sakimono (氷の防人)                                        | 23 de novembre de 1995  |                          |
| Miaka i els guerrers de Suzaku tenen el shinzaho gairebé a l'abast, però ara topen amb Hikitsu i Tomite, els fantasmes de dos dels set de Genbu que custodien el valuós objecte i que, fins ara, han derrotat tots els que se'n volien servir. El problema és que, com que són esperits eteris, els atacs dels set de Suzaku no els fan cap mal. Miaka s'ofereix per superar una prova de valor i convicció: Hikitsu la congela i ella, amb l'ajuda de Nuriko, aconsegueix alliberar-se del bloc de glaç. Ara res li impedirà accedir al shinzaho, però Chichiri apunta, oportunament, que els problemes tot just acaben de començar i que al país de Byakko hi ha un altre shinzaho. |                                                                                      |                         |                          |
| 35 | Miratge de l'infern Naraku no Shinkirou (奈落の蜃気楼)                               | 30 de novembre de 1995  |                          |
| Miaka surt de la cova amb el shinzaho a les mans però un misteriós llop borni, que naturalment és Ashitare, l'hi pren. Miaka el persegueix pel bosc però en perd el rastre i, desesperada, es posa a plorar. En aquest moment apareix Taiitsukun per proposar-li una solució molt estranya: el shinzaho ja deu estar en mans de Nakago i l'única manera de debilitar el general i poder-l'hi arrabassar podria ser fer l'amor amb ell. Miaka, tot i que el suggeriment de Taiitsukun l'horroritza, està disposada a sacrificar-se. |                                                                                      |                         |                          |
| 36 | Amor traït Fuminijirareta Ai (踏みにじられた愛)                                      | 7 de desembre de 1995   |                          |
| Miaka malda per escapar-se del malvat Nakago però no ho aconsegueix. Quan Tamahome, finalment, arriba al campament Kutou, es rebut per un Nakago que sembla molt satisfet. Tamahome, furiós, malfereix el guerrer de Seiryu i rescata una Miaka que tot just comença a recuperar els sentits. Tamahome està molt content que Miaka estigui bé, però Miaka, desesperada, li fa saber que ja no es podrà casar amb ell. |                                                                                      |                         |                          |
| 37 | La calidesa d'un embruix Genwaku no Nukumori (幻惑のぬくもり)                        | 14 de desembre de 1995  |                          |
| 38 | L'alba del cor Kokoro no Yoake (心の夜明け)                                          | 21 de desembre de 1995  |                          |
| L'Amiboshi, que ara es diu Kai Ka, confessa els seus sentiments per la Miaka i li demana que es quedi a viure amb ell i oblidi tots els sofriments del passat. De fet, li explica que al seu poble s'elabora una medicina que pot ajudar a oblidar experiències desagradables i fins i tot la pròpia identitat. Els seus pares actuals l'hi van donar a ell després de trobar-lo moribund a la vora del riu. Mentrestant, la Soi, en forma de la Miaka, està a punt de seduir en Tamahome. Aquest, en l'últim moment, descobreix l'engany i s'escapa, però en Tomo el captura. La Miaka gairebé s'ha decidit a prendre's la poció de l'oblit, però no vol que en Tamahome, la Nuriko i els altres guerrers de Suzaku se li esborrin del record. De sobte, els soldats de Kutou ataquen el poble i l'Amiboshi, o Kai Ka, fa servir les seves facultats de guerrer de Seiryu per combatre'ls. |                                                                                      |                         |                          |
| 39 | Una il·lusió sospitosa Ayashiki Gensou (妖しき幻想)                                  | 28 de desembre de 1995  |                          |
| Quan intenta tornar amb en Tamahome, la Miaka topa amb la Soi però, curiosament, en lloc d'atacar-la, la guerrera de Seiryu li explica que en realitat en Nakago no la va violar i que, si en Tomo continua torturant-lo, en Tamahome morirà. Quan la Miaka, finalment, localitza en Tomo i en Tamahome, l'Amiboshi allibera en Tamahome amb la flauta però en Tomo el fa caure per un precipici i, a continuació, envia la Miaka i l'Amiboshi a un món imaginari que s'assembla bastant al món real de la Miaka. L'Amiboshi suplica a la Miaka que deixi de creure en el miratge d'en Tomo, però la Miaka està completament captivada. I el pitjor de tot és que en Tomo es proposa seduir-la i prendre-li els poders per sempre. |                                                                                      |                         |                          |
| 40 | Un amor fraudulent Itsuwari no Koi (偽りの恋)                                        | 4 de gener de 1996      |                          |
| Tomo adopta la forma d'un jove i atractiu estudiant i enganya totalment Miaka. Però el record de les aventures que ha viscut amb els set de Suzaku i de l'amor de Tamahome continuen presents fins i tot en el món imaginari de Tomo i, finalment, Miaka surt de la hipnosi. Llavors intenta desesperadament escapar-se del control de Tomo amb l'ajuda d'Amiboshi però, finalment, és Suboshi qui els salva a tots dos. Suboshi decideix donar la poció de l'oblit al seu germà. Miaka li està molt agraïda, però el guerrer de Seiryu li vol fer pagar el que li va passar a la seva estimada Yui. |                                                                                      |                         |                          |
| 41 | La llum del sol del ressorgiment Fukkatsu no Youkou (復活の陽光)                     | 11 de gener de 1996     |                          |
| En Suboshi té la Miaka arraconada i sembla que tot està perdut, però en Tamahome arriba a l'últim moment per salvar novament la sacerdotessa de Suzaku. Tots els guerrers de Suzaku tornen a estar junts, però ara la relació entre en Tamahome i la Miaka podria complicar-se, ja que en Tamahome descobreix quin és el destí dels amants de la sacerdotessa. La Miaka intenta millorar la situació cuinant però els efectes de l'intent són més aviat perjudicials i, a més, després sorprèn en Tamahome intentant fer-li un petó a la filla adoptiva del seu mestre. |                                                                                      |                         |                          |
| 42 | Un mur insuperable Koerarenu Kabe (越えられぬ壁)                                     | 18 de gener de 1996     |                          |
| El mur que no es pot pujar Keisuke i Tetsuya, que continuen llegint L'univers dels quatre déus, van a Morioka per investigar la història del llibre i dels seus anteriors propietaris. L'única esperança de recuperar Tamahome que li queda a Miaka sembla una torre envoltada de monstres que, segons la llegenda, uneix per sempre les parelles que pugen fins a dalt de tot i es fan un petó just quan el sol es pon. Miaka li diu a Tamahome que, si encara l'estima, la vagi a trobar a la torre. Tasuki no entén que Tamahome hagi deixat marxar Miaka sola i Takaki i Subaru, la seva dona, també pateixen, però a causa no tan sols dels monstres sinó també dels set de Seiryu. Els set de Suzaku, doncs, decideixen anar al rescat de Miaka acompanyats de Tokaki i Subaru, que havien estat guerrers de Byakko. Però Miaka ja no és dalt de la torre. Ha vist passar els set de Seiryu i ha decidit seguir-los, però Nakago i Miboshi l'han fet presonera i l'han tancat a la masmorra amb Tatara, un altre guerrer de Byakko, i amb Yui. |                                                                                      |                         |                          |
| 43 | Reunió per un comiat Ketsubetsu no Raidou (決別の来同)                               | 25 de gener de 1996     |                          |
| En Keisuke i en Tetsuya han trobat un monjo que ho sap tot sobre l'origen de l'Univers dels Quatre Déus. Mentrestant, la Miaka descobreix que en Tatara té l'altre shinzaho, però la Yui, que fa veure que vol fer les paus, se n'apodera. Ara té tots dos shinzahos. En Tatara aconsegueix obrir la porta de la masmorra i la persegueix, però en Miboshi li barra el pas. La Miaka és rescatada pels seus companys i localitza en Tatara, quan en Miboshi està a punt d'assassinar-lo. |                                                                                      |                         |                          |
| 44 | El moment de l'atac Setsuna no Koubou (刹那の攻防)                                   | 1 de febrer de 1996     |                          |
| Miboshi, el malvat bruixot de Seiryu, s'ha apoderat del cos de Chiriko i, per tant, la resta dels guerrers de Suzaku han d'intentar derrotar-lo sense fer-li mal. I també han d'intentar evitar, amb l'ajuda dels ara joves Tokaki i Subaru, que Yui invoqui Seiryu. Però Soi i Nakago podrien fer que no hi fossin a temps. |                                                                                      |                         |                          |
| 45 | La llum divergent Bunki no Hikari (分岐の光)                                         | 8 de febrer de 1996     |                          |
| Yui inicia la cerimònia d'invocació de Seiryu i, quan la torre comença a ensorrar-se, Subaru i Chichiri uneixen les seves forces per fer tornar tots els guerrers de Suzaku a Konan instantàniament. El problema és que ara han perdut les facultats sobrenaturals per sempre i l'exèrcit de Kutou, dirigit per Yui i els set de Seiryu, ataquen Konan. Els guerrers de Suzaku no tenen altre remei que combatre encara que sigui sense màgia. En plena batalla, Tasuki veu l'oportunitat d'eliminar Nakago i llança un atac que el general de l'exèrcit de Kutou potser no sabrà esquivar. Yui veu Miaka i Tamahome junts, es posa furiosa i desitja que Miaka i ella tornin al món real. Però la força de l'amor pot fer que, quan recuperi el coneixement, Miaka descobreixi que no hi ha tornat sola. |                                                                                      |                         |                          |
| 46 | Un noi real fictici Kyojitsu no Shounen (虚実の少年)                                 | 15 de febrer de 1996    |                          |
| Keisuke i Tetsuya acompanyen Miaka i Tamahome a casa. Però Yui, evidentment, també ha tornat al món real i no pensa tolerar que tornin a estar junts. Al món del llibre, els bandits de la muntanya de Reikaku obliguen l'exèrcit de Kutou a retirar-se. |                                                                                      |                         |                          |
| 47 | El cel i el repòs dels esperits Chinkon no Sora (鎮魂の空)                           | 22 de febrer de 1996    | 25 de novembre de 2002   |
| Miaka i Tamahome són feliços, però la felicitat no durarà gaire: Tamahome de seguida descobreix que, al món real, ell no és una persona de debò. Al llibre, mentrestant, continuen els combats. I, per acabar-ho d'adobar, Miaka descobreix que Suboshi s'ha infiltrat al món real i està disposat a fer qualsevol cosa per Seiryu, incloent-hi matar la sacerdotessa de Suzaku. |                                                                                      |                         |                          |
| 48 | Apostant per la pròpia vida Kono Inochi Kaketemo (この命賭けても)                    | 29 de febrer de 1996    | 26 de novembre de 2002   |
| Tamahome i Suboshi s'enfronten i, tot i que les campanes meteòriques de Suboshi semblen massa poderoses, Tamahome podria aconseguir una ajuda totalment inesperada. Hotohori descobreix que l'autèntica ambició de Nakago no és dominar el món del llibre sinó el real, el de Miaka. Keisuke vol que Tamahome torni al món del llibre sense la seva germana. |                                                                                      |                         |                          |
| 49 | El casament Kashoku no Ten (華燭の典)                                                | 7 de març de 1996       | 27 de novembre de 2002   |
| Tetsuya revela a Miaka el tràgic destí dels que invoquen els quatre déus i Miaka intenta convèncer Yui que no invoqui Seiryu. Yui, naturalment, no se la creu i continua jurant que es venjarà de la seva examiga però, quan Nakago arriba al món real, descobreix horroritzada fins a quin punt l'han manipulat. Nakago i Tamahome s'enfrontaran en un duel. Tamahome, malgrat que ja no disposa de facultats sobrenaturals, jura protegir el món de Miaka i derrotar Nakago encara que hi deixi la pell. |                                                                                      |                         |                          |
| 50 | L'expiació Shokuzai no Toki (贖罪の瞬間[とき])                                       | 14 de març de 1996      | 28 de novembre de 2002   |
| Miaka, molt preocupada per Tamahome, corre al lloc on ha de tenir lloc el duel i hi troba Yui, que finalment s'ha adonat del greu error que ha comès. Però podria ser massa tard per penedir-se, perquè Nakago amenaça de matar la sacerdotessa de Suzaku si Yui no fa servir el seu últim desig a favor seu. Yui, malgrat que podria estar a punt de ser devorada per Seiryu, demana disculpes a Miaka. Tasuki i Chichiri responen a les súpliques de Keisuke i entren al món real per atacar Nakago. |                                                                                      |                         |                          |
| 51 | L'esperança confiada Takusareta Kibō (託された希望)                                  | 21 de març de 1996      | 29 de novembre de 2002   |
| Tasuki i Chichiri no són rival pel terrible poder de l'arrogant Nakago i decideixen donar la vida per posar fi a la del general. Just quan estan a punt de llançar l'últim atac, Miaka descobreix quin ha estat en realitat l'últim desig de Yui. Ara, amb Yui fora de perill i els set de Suzaku units contra Nakago, podria arribar finalment el final feliç, però l'únic guerrer de Suzaku que es pot enfrontar amb garanties amb Nakago és Tamahome. I ningú sap on és. |                                                                                      |                         |                          |
| 52 | Per la persona que estimo Shuyoku Kōrin (朱翼光臨)                                   | 28 de març de 1996      | 2 de desembre de 2002    |
| Comença el combat final entre Tamahome i Nakago, però sembla que el general resisteix. Sembla que, per derrotar-lo, Tamahome necessitarà un altre desig de Miaka, però el desig podria costar-li la vida a la sacerdotessa. I, encara que no fos així, és possible que una persona del món del llibre sigui feliç amb una del món real? Es poden complir tal com augura el llibre, els desitjos de Miaka? |                                                                                      |                         |                          |

## Original Video Animation
La sèrie fou continuada per tres col·leccions d'OVAs (Original Video Animation), que conclouen la història de la sèrie. La primera, distribuïda el 25 d'octubre de 1996, no està basada en el manga i només fou produïda per la seva versió anime. La segona, està basada en els quatre últims capítols del manga i fou distribuïda des del 25 de maig de 1997 fins al 25 d'agost de 1998. Totes dues sèries foren distribuïdes per Bandai Visual i dirigides per Hajime Kamegaki.
L'última sèrie d'OVAs, anomenada Fushigi Yugi Eikoden, està basada en dues novel·les curtes de Megumi Nishizaki. Aquests episodis estan centrats en l'aparició d'un nou personatge, la Mayo Sakaki. Foren distribuïts per Bandai Visual i dirigits per Nanako Shimazaki.
A Catalunya, la col·lecció d'OVAs fou emesa a continuació de la sèrie d'anime pel canal K3, reemetent-se posteriorment pel Canal 3XL.

### OVA 1
| Núm. | Títol                                                       | Data d'emissió original | Data d'estrena en català |
| --- | ----------------------------------------------------------- | ----------------------- | ------------------------ |
| 53 | Vincles perduts Ushinaishi Kizuna (失ひし絆)                | 25 d'octubre de 1996    |                          |
| La Miaka estudia a l'institut amb en Tamahome al seu costat, i tot li va d'allò més bé. Però ara, un individu misteriós ha robat el llibre dels quatre Déus. Tots dos viatgen a Morioka a visitar la tomba de la primera sacerdotessa del llibre, i el món del llibre xucla en Tamahome, que s'hi torna a trobar a dins, a dues generacions de distància de la batalla que va salvar el país. Una noia misteriosa, la Kaen, li diu que, en realitat, ell és en Nakago.                                          |                                                             |                         |                          |
| 54 | Resplendor de tristesa Kanashiki Senkō (悲しき閃光)         | 25 d'octubre de 1996    |                          |
| En Tamahome no es vol creure que ell en realitat sigui en Nakago, però diverses experiències sembla que l'hi confirmen. Darrere el rostre de la Kaen, però, hi apareix el d'un individu que és al servei de Tenkou, un bruixot i dimoni que vol dominar els dos mons. En Tasuki i en Chichiri responen a la crida per salvar en Tamahome i el món del llibre. La Yui ara és la nova sacerdotessa de Genbu i per derrotar Tenkou caldrà molta ajuda.                                                             |                                                             |                         |                          |
| 55 | Separar-se... i després? Betsuri... Soshite (別離...そして) | 25 d'octubre de 1996    |                          |
| En Tenkou ha aparegut davant dels guardians i vol forçar la Yui a fer servir els seus poders de sacerdotessa de Genbu per convertir-lo en un Déu. En Tenkou també espera que aparegui la Miaka perquè necessita el seu shinzaho per conjurar la presència de Genbu. Uns herois inesperats ajuden en el combat per derrotar Tenkou i salvar la Yui. Un cop conjurada la presència de Genbu, el preu per restaurar la continuïtat temporal dels dos mons, però, pot ser la felicitat de la Miaka i en Tamahome... |                                                             |                         |                          |

### OVA 2
| Núm. | Títol                                                                    | Data d'emissió original | Data d'estrena en català |
| --- | ------------------------------------------------------------------------ | ----------------------- | ------------------------ |
| 56 | Senyals enganyoses Kowaku no Taidō (蠱惑の胎動)                          | 25 de maig de 1997      |                          |
| 57 | El nen silenciós Chinmoku no Warabe (沈黙の童)                           | 25 de maig de 1997      |                          |
| En Tasuki salva la Miaka de morir ofegada practicant-li el boca a boca i així se li desperten uns sentiments que no s'esperava. En Tasuki, en Chichiri, en Taka i la Miaka van cap al palau de Konan a buscar-hi la primera pedra de la memòria. Allà hi troben la Houki, la dona d'en Hotohori, malalta, i descobreixen que el seu fill, en Boushin, encara no ha dit mai ni una paraula. Sembla que l'única manera de trobar la pedra de la memòria serà fer parlar en Boushin, però ni el mateix Hotohori pot tocar el seu fill! |                                                                          |                         |                          |
| 58 | El manifest de la reencarnació Tensei no Hatsuro (転生の発露)            | 25 de maig de 1997      |                          |
| La Miaka i en Taka tornen a ser al món real però volen tornar al món del llibre per aconseguir les altres pedres. La Miaka i en Taka aconsegueixen escapar-se un cop més al món del llibre on lluiten per aconseguir la pedra de la memòria de la Nuriko. Se'ls farà difícil perquè el seu germà Rokou es nega a desfer-se de l'únic record que té de la Nuriko. Però finalment les circumstàncies l'obligaran a decidir-se per evitar mals majors.                                                                                 |                                                                          |                         |                          |
| 59 | Les flames de l'amistat Yûgi no Honō (友誼の焔)                          | 25 d'agost de 1998      |                          |
| Amb la pedra de la Nuriko, en Taka ha recuperat més de la meitat dels seus records. Però la misteriosa Miiru, que el controla, li ordena que mati la sacerdotessa de Suzaku. A més, Tenkou vol destruir les pedres que en Tamahome ja ha aconseguit. La Miaka plora per les pedres perdudes, però un estrany poder màgic comença a donar més volada als sentiments d'en Tasuki per la Miaka. En Tasuki intentarà que la Miaka oblidi en Taka passant la nit amb ella...                                                             |                                                                          |                         |                          |
| 60 | Reflexos efímers Hakanaki Mizukagami (儚き水鏡)                          | 25 d'agost de 1998      |                          |
| L'Hikou és un dimoni de les aigües i el cervell darrere de la recent rebel·lió d'en Tasuki. Ara ha capturat la Miaka per intentar iniciar un duel amb en Chichiri, un amic seu de la infantesa. En Chichiri dubta a l'hora d'enfrontar-s'hi, però ara hi ha en joc la vida de la sacerdotessa de Suzaku i en Chichiri, juntament amb en Tasuki i en Taka han d'estar disposats a sacrificar-ho tot per aturar l'horrible ambició de Tenkou.                                                                                         |                                                                          |                         |                          |
| 61 | Per retrobar-nos en el futur Ashita Au Tame ni (未来(あした) 逢うために) | 25 d'agost de 1998      |                          |
| El dimoni rei de Tenkou, Yousui, ha aparegut però també ha aparegut una cara coneguda per derrotar-lo: és en Tamahome que s'ha despertat del seu llarg son per estar al costat de la Miaka. La Miaka, però, veu com en Taka, que ha perdut confiança perquè es veu incapaç de competir amb la persona que la Miaka estimava, torna tot sol al món real on Tenkou maniobra perquè hi vol regnar com a Déu. En Taka haurà de fer el cor fort per anul·lar Tenkou d'una vegada per totes.                                              |                                                                          |                         |                          |

### Fushigi Yugi Eikoden
| Núm. | Títol                                                            | Data d'emissió original | Data d'estrena en català |
| --- | ---------------------------------------------------------------- | ----------------------- | ------------------------ |
| 62 | La mitologia Shin'wa Kaigen (神話開玄)                           | 21 de desembre de 2001  |                          |
| La Miaka, que ha fet 18 anys, i en Taka, s'han casat i esperen el seu primer fill. Però el Llibre de l'Univers dels Quatre Déus ha caigut a les mans de la Mayo Sakaki, una noia de l'institut enamorada d'en Taka. La Mayo entra al món del llibre com la nova sacerdotessa de Suzaku i rebutja el món real. Però la Miaka entra en coma i en Taka s'ha de tornar a ficar al món del llibre per fer-ne tornar la Mayo.                                                                                          |                                                                  |                         |                          |
| 63 | El desert errant Ryūsa Hōhaku (流砂彷白)                         | 25 de febrer de 2002    |                          |
| En Taka es veu obligat a buscar les constel·lacions de Suzaku i es reuneix amb en Chichiri i en Tasuki. La Mayo s'enfonsa cada cop més en sentiments d'odi i gelosia cap a la Miaka. En Tasuki, en Chichiri i en Taka continuen buscant la resta dels guerrers renascuts. Però el que troben tot seguint el rastre dels dos primers guerrers no és gens ni mica el que s'esperaven. |                                                                  |                         |                          |
| 64 | El cercle de les Set Constel·lacions Shichisei Seirin (七星青輪) | 25 d'abril de 2002      |                          |
| Un rere l'altre, van trobant les contel·lacions de Suzaku. Però amb ells potser no n'hi haurà prou per enfrontar-se a la força que amenaça amb la destrucció del món del llibre. Cada cop queda més clar que hi ha un poder misteriós que arrossega l'imperi de Konan cap a la catàstrofe, i sembla que la Mayo és la clau que posa en marxa l'enorme força d'aquest poder destructor. En Keisuke, la Yui i en Saori intentaran tornar-la al món real abans que el seu dolor i la seva ràbia ho destrueixin tot. |                                                                  |                         |                          |
| 65 | La resplandor vermella de les ales Shuyoku Kōrin (朱翼光臨)      | 25 de juny de 2002      |                          |
| Ara les constel·lacions s'han reunit, i pot començar la cerimònia per demanar la presència de Suzaku. Tot el que han aconseguit, però, corre un gran perill perquè el poder que controla la destrucció del món del llibre ha arribat al seu punt àlgid. Les constel·lacions de Suzaku hauran de lluitar per protegir el món que estimen però potser també caldrà que aparegui algú inesperat perquè els ajudi a derrotar la foscor que amenaça a destruir-los del tot.                                           |                                                                  |                         |                          |